# 千面飛龍
《千面飛龍》（英語：Manimal）是美國1983年製作的電視影集，於1983年9月30日至1983年12月17日播映，全8集。1989年10月14日至於1989年12月9日間，由台灣台灣電視公司引進，於每週六晚上時段播出。

## 外部連結
- 互联网电影数据库（IMDb）上《Manimal (Pilot)》的资料（英文）
- 互联网电影数据库（IMDb）上《Manimal》的资料（英文）